# Klaus Vondung
Klaus Vondung (* 16. Juli 1941 in Ulm) ist ein deutscher Germanist und Kulturwissenschaftler.

## Leben
Vondung besuchte das Schubart-Gymnasium in Ulm, zum Abitur 1960 erhielt er den  Scheffelpreis. Er studierte Germanistik, Geschichte, Politische Wissenschaft und Philosophie an der Universität Tübingen (SS 1960–SS 1961) und der Universität München (ab WS 1961/62). In München legte er 1965/66 das Staatsexamen ab; im Winter-Semester 1968/69 wurde er bei Hermann Kunisch zum Dr. phil. promoviert (Zweitgutachter Eric Voegelin). Anschließend war Vondung Wissenschaftlicher Angestellter und Mentor des Tutorenprogramms der Ludwig-Maximilians-Universität und der Technischen Universität München als Nachfolger von Dietmar Kamper. Nach erster Lehrtätigkeit an der Philosophischen Fakultät II der Universität München verbrachte er zwei Jahre an der Stanford University, Kalifornien, mit einem Forschungsstipendium der Deutschen Forschungsgemeinschaft. Habilitation mit der venia legendi Neuere deutsche Literaturgeschichte und Allgemeine Literaturwissenschaft. Zentrale Forschungsgebiete: Schnittstellen von Literatur, Politik und Religion. Außer Büchern und zahlreichen wissenschaftlichen Aufsätzen veröffentlichte Vondung auch Beiträge zu Kultur und Politik in Zeitungen und Zeitschriften, u. a. in Frankfurter Hefte, Frankfurter Rundschau, Modern Age, Das Jüdische Echo, Études Germaniques, Universitas, Revue d’Allemagne, Jungle World.
Von 1976 bis zu seiner Emeritierung 2006 war Vondung Professor für Germanistik / Neuere deutsche Literaturwissenschaft an der Universität Siegen. Während dieser Zeit amtierte er als Dekan (1979–1980), Prorektor für Studium und Lehre (1983–1985) und Sprecher des Graduiertenkollegs „Kommunikationsformen als Lebensformen“ (1992–1995). Er leitete mehrere von der Volkswagenstiftung geförderte Forschungsprojekte, darunter das Projekt „Jahrtausendwende: Ängste und Visionen“ (1998–2000), sowie im Rahmen des Programms „Schlüsselthemen der Geisteswissenschaften“ das Projekt „Mystik und Moderne“ (2003–2006), gemeinsam mit K. Ludwig Pfeiffer. Vondung war Gastprofessor an der University of Florida (1979), der University of Houston (1990), der Kansai-Universität, Osaka (1991, 2011, 2012), und der Kwansei-Gakuin-Universität, Nishinomiya (1997, 2002). 2007 wurde er zum ständigen Gastprofessor ehrenhalber der Zhejiang-Universität, Hangzhou, ernannt, bis 2018 hielt er sich dort mehrfach auf. Seine Vortragstätigkeit führte ihn in 20 europäische und außereuropäische Länder. In den Jahren 2006–2018 war er auch Mitglied der Jury für die Vergabe des Literaturstipendiums der Märkischen Kulturkonferenz.

## Publikationen (Bücher)
- Magie und Manipulation. Ideologischer Kult und politische Religion des Nationalsozialismus. Göttingen: Vandenhoeck & Ruprecht 1971
  - Japanische Übersetzung: Nachizumu to Shukusai. Kokka shakai shugi no ideorogi teki saigi to seiji teki shukyo. Tokyo: Miraisha Press 1988
- Völkisch-nationale und nationalsozialistische Literaturtheorie. München: List 1973
- Das wilhelminische Bildungsbürgertum. Zur Sozialgeschichte seiner Ideen (Hrsg.). Göttingen: Vandenhoeck & Ruprecht 1976
- Kriegserlebnis. Der Erste Weltkrieg in der literarischen Gestaltung und symbolischen Deutung der Nationen (Hrsg.). Göttingen: Vandenhoeck & Ruprecht 1980
- Deutsche Literaturgeschichte: Neunzehntes Jahrhundert (mit Karl Riha). Düsseldorf: Schwann 1980
- Die Apokalypse in Deutschland. München: dtv 1988
  - Englische Übersetzung: The Apocalypse in Germany. Columbia and London: University of Missouri Press 2000
- Anfang offen. Literarische Übergänge ins 21. Jahrhundert (mit Natalie Binczek und Nicola Glaubitz). Heidelberg: C. Winter 2002
- Jenseits der entzauberten Welt. Naturwissenschaft und Mystik in der Moderne (Hrsg. mit K. Ludwig Pfeiffer). München: Fink 2006
- Deutsche Wege zur Erlösung. Formen des Religiösen im Nationalsozialismus. München: Fink 2013
  - Englische Übersetzung: Paths to Salvation. The National Socialist Religion. South Bend, IN: St. Augustine’s Press 2019
- Apokalypse ohne Ende. Heidelberg: Winter 2018
- The Pursuit of Unity and Perfection in History. South Bend, IN: St. Augustine’s Press 2020
- Vom Verlangen nach Einheit und Vollkommenheit. Heidelberg: Winter 2021.
- Verzückungen und Untergänge. Essays aus vier Jahrzehnten. Siegen: Universitätsverlag Siegen 2023, ISBN 978-3-96182-154-9
- Begegnungen. Siegen: Universitätsverlag Siegen 2025, ISBN 978-3-96182-203-4